# Slaughter (Louisiana)
Slaughter è un comune degli Stati Uniti d'America, situato nello Stato della Louisiana, in particolare nella parrocchia di East Feliciana.